# کارلا سوزا
کارلا سوزا (انگلیسی: Karla Souza؛ زادهٔ ۱۱ دسامبر ۱۹۸۵) یک هنرپیشه اهل مکزیک است.
از فیلم‌ها یا برنامه‌های تلویزیونی که وی در آن نقش داشته است می‌توان به چگونه از مجازات قتل فرار کرد اشاره کرد.